# Plesiolena
Plesiolena là một chi nhện trong họ Actinopodidae.

## Các loài
- Plesiolena bonneti (Zapfe, 1961) (Chile)
- Plesiolena jorgelina Goloboff, 1994 (Chile)